# 鰐淵晴子
鰐淵 晴子（わにぶち はるこ、1945年4月22日 ‐ ）は、日本の女優・歌手・ヴァイオリニスト。身長165cm、体重48kg。アートプロモーション所属。2007年まではアクターズプロモーションに所属していた。
東京都生まれ。大西学園高校卒業。1995年、『眠れる美女』などで毎日映画コンクール女優助演賞受賞。

## 来歴
新潟県長岡市出身のヴァイオリニスト・鰐淵賢舟とハプスブルク家の末裔の1人であるオーストリア人の母・ベルタの間に出生。防空壕の中での出産であった。大ドイツ主義的な解釈から日独ハーフ、ドイツ系と記述されることもある。
父の指導のもと、3歳からヴァイオリンの英才教育を受けて8歳で全国を演奏旅行し、当時は「天才少女ヴァイオリニスト」と騒がれた。
1952年、『母子鶴』で映子（配役:若尾文子）の少女時代を演じて映画初出演。

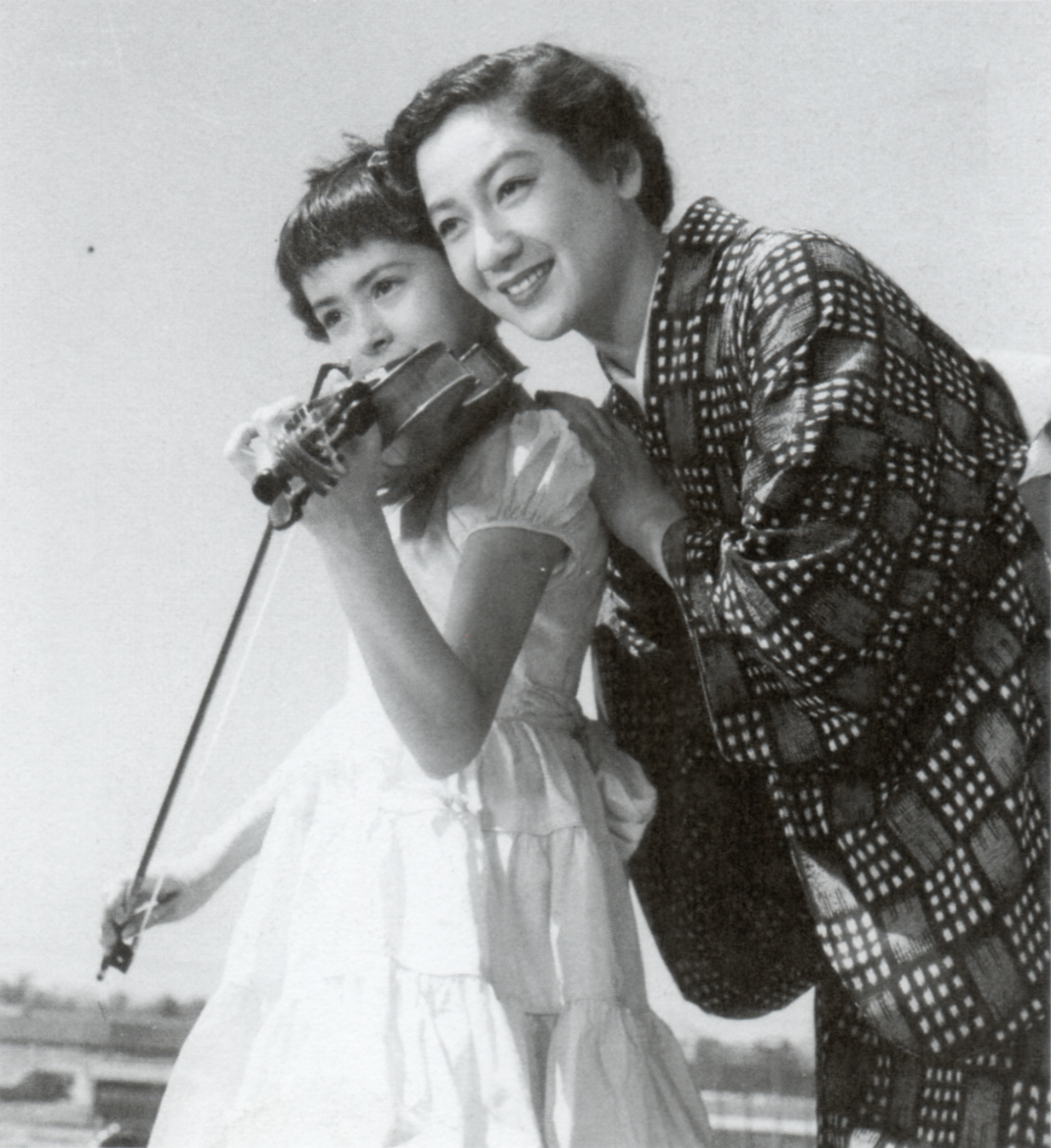
『ノンちゃん雲に乗る』（1955年）。鰐淵晴子と原節子。

1955年、『ノンちゃん雲に乗る』に主演した。正統派美人として「原節子の再来」と評された。
1956年コルチナ・ダンペッツオオリンピックでアルペン3冠王になったオーストリアのトニー・ザイラーが来日して主演した映画『銀嶺の王者』（松竹、1960年）では英語・ドイツ語の能力を認められ相手役に選ばれた。
私生活では、夏になると家族で長野県軽井沢町に避暑滞在、その美しい晴子・朗子姉妹の姿は周囲の目をひく存在であったという（最初の結婚相手である服部時計店の御曹司・服部歊とは夏の軽井沢で出会う）。趣味について、中学時代の彼女へのインタビューでは、スポーツは何をやりますか、という問いに「テニス、乗馬とピンポン」と答えている。

1960年

1960年代前半は松竹看板スターのひとりとして多数の作品に出演、1965年には松竹を退社してフリーとなり、東映や大映の映画に出演した。
1968年にアメリカへ渡る。1970年、アメリカで出会った”恋人”タッド若松（のちに結婚）が撮影したヌード写真集『Ipy Girl Ipy / イッピー・ガール・イッピー』を発表。そのアート性の高い内容は非常に高い評価を受け歴史に残っている。
1971年には歌手として、荒木一郎の提供曲を含むLP「イッピー・ガール・イッピー」を発表した。鰐淵はその後も女優として多くの映画に出演、1980年代には、舞台作品にも積極的になり、一方で林海象監督作品の常連としても活躍するようになる。
1995年には『平成無責任一家 東京デラックス』、『遙かな時代の階段を』、『眠れる美女』の3作品などで個性的な役柄を演じ分け、その年の毎日映画コンクール女優助演賞を受賞している。

## 親族
- 父の鰐淵賢舟（1910-1986、本名鰐淵仁四郎）は渡米ののち、プラハ音楽院でオタカル・シェフチクに師事、帰国後にヴァイオリンの演奏家・指導者として活動した[14][15]。府中カトリック墓地に眠る[16]。
- 1959年の記事には、「オーストリアのウィーンには母方の祖母（七四歳）、アメリカのロサンゼルスには父方の祖父（八四歳）がいる」と記載されている[4]。
- 二度の結婚を経験している。1番目の夫は服部時計店社長服部正次の御曹司、服部歊（服部一郎の弟）[11]。1968年に結婚するも、翌年に離婚[15][11]。2番目の夫は写真家のタッド若松。1972年にニューヨークで極秘挙式している[17]。1986年に離婚[15][11]。タッド若松との間にはタレントの鰐淵理沙を儲けている[15]。

## 受賞
第50回（1995年）毎日映画コンクール 女優助演賞
- 平成無責任一家 東京デラックス
- 遙かな時代の階段を
- 眠れる美女

## 出演

### 映画
- 母子鶴（1952年） - 幼少時代の映子
- ノンちゃん雲に乗る （1955年） - 田代信子（ノンちゃん）
- 乙女の祈り （1959年）
- 銀嶺の王者 （1960年）
- 伊豆の踊子 （1960年） - 薫（踊り子）
- あんみつ姫の武者修業 （1960年） - あんみつ姫
- 明日はいっぱいの果実（1960年）- 大和ハル子
- 猟銃 （1961年） - 薔子
- 大学かぞえうた（1962年） - 浮田咲子
- 丹下左膳 （1963年） - 萩乃
- 二十一歳の父 （1964年） - 岩間恭子
- この空のある限り （1964年） - 野上則子 役
- ウナ・セラ・ディ東京（1965年） - 香椎涼子
- 花札渡世（1967年） - 伊藤梅子
- 眠狂四郎無頼控 魔性の肌 （1967年） - ちさ
- 反逆の報酬 （1973年） - 上村秋子
- キンキンのルンペン大将（1976年） - 東陽軒の女店員
- 脱走遊戯 （1976年） - 久世陽子
- ハウス （1977年） - 江馬涼子
- らしゃめん （1977年） - 神保雪
- 悪魔が来りて笛を吹く （1979年） - 椿秋子
- 愛しき日々よ （1984年） - 岩井光子
- 魔性の香り（1985年） - 矢野麻子（「だったん」のママ）[18]
- 南へ走れ、海の道を! （1986年） - 玉城ハルエ
- ZIPANG （1990年） - 女王
- バカヤロー!3 へんな奴ら （1990年） - 岡嶋君子
- 外科室 （1992年） - 看護婦長
- 我が人生最悪の時 （1994年） - 濱リリー
- 平成無責任一家 東京デラックス （1995年） - 夏目秋子（料亭「木々」の女将）
- 遙かな時代の階段を （1995年） - 濱リリー
- 眠れる美女 （1995年） - 城所松子
- バースデイプレゼント （1995年） - 野口サト子
- 柘榴館 （1997年） - 立花久代
- 不機嫌な果実 （1997年） - 柏木光枝
- 昭和歌謡大全集 （2002年）
- 天国の本屋～恋火 （2004年） - 「天国の喫茶店」のママ
- 貝ノ耳 （2004年）
- 着信アリ2 （2005年） - 水沼サチエ
- 天使 （2006年） - 猫おばさん
- 初恋 （2006年）

### テレビドラマ
NHK
- 娘と私 （1961～1962年）
- 土曜ドラマ / 松本清張シリーズ・たずね人 （1977年） - ルキア
- ワイン殺人事件25歳の夏 （1995年）
- 夕陽ヶ丘の探偵団 （2007年） - オババ
- ゴーストフレンズ （2009年） - アンナ

日本テレビ
- 風と樹と空と （1965年 - 1966年） - 沢田多喜子
- 続 風と樹と空と （1967年） - 沢田多喜子
- 土曜日の女 / 鏡の中の顔 （1974年）
- 新五捕物帳 （1980年）
- 火曜サスペンス劇場 / 黒いドレスの女 （1985年）
- 金田一少年の事件簿 （1996年） - 万代鈴江
- P.A.（1998年） - 香坂みさき
- ボーダー 犯罪心理捜査ファイル （1999年） - 白木千草
- 夜逃げ屋本舗 （2003年） - 白鳥麗子
- ぼくの魔法使い （2003年） - 黒木チヨ
- 全国指名手配! 二つの顔を持つ女 （2005年）

TBS
- スチール・スター劇場 / 第9回「アリサの肖像」（1960年）[19]
- さぼてん（1964年）
- 光る海 （1965年）
- 横溝正史シリーズII / 八つ墓村 （1978年） - 森美也子
- 母も娘も （1983年）
- 愛と逃亡の果て・女優岡田嘉子 （1993年）
- 金田一耕助の傑作推理 / 呪われた湖 （1996年） - 御子柴八重
- ひなたぼっこ （1998年 - 1999年） - 和泉種子
- 月曜ドラマスペシャル / 真夏の恐怖劇場（2）ファミリー（1999年） - 羽室繁子
- カクレカラクリ （2006年） - 風見千都
- 月曜ミステリー劇場 / カードGメン・小早川茜 （2003年） - 篠宮俊子
- 華麗なる一族 （2007年） - 小泉夫人

フジテレビ
- 木枯し紋次郎 第2シーズン 第8話「獣道に涙を棄てた」（1973年） - お鈴
- 日曜恐怖シリーズII 第7話「危険な誘拐」（1979年）
- 真夏の薔薇 （1996年） - 巌井萌子
- 月の輝く夜だから （1997年） - 池田光子
- 太陽がいっぱい （1998年） - 谷山聡子
- 女同士 （2000年）
- 新・牡丹と薔薇 （2015年） - 小日向カオルコ
- 金曜エンタテイメント
  - 女優 夏木みどりシリーズ3（1991年） - 香田ちづる
  - 京都祇園入り婿刑事事件簿 （2000年） - 藤原久子

テレビ朝日
- 長谷川伸シリーズ 第9話「人斬り伊太郎」（1972年） - おふう
- 非情のライセンス
  - 第2シリーズ 第63話「兇悪のデザイン」（1975年） - 北原知美
  - 第3シリーズ 第7話「兇悪の予言・霊感を売る女」（1980年） - 北麗子
- 土曜ワイド劇場
  - 大東京四谷怪談 （1978年）
  - 天使と悪魔の美女 （1983年） - 三田村秋
  - 救急救命士・牧田さおり （2004年） - 飯塚節子
- 西部警察 第15話「さらば愛しき女」（1980年） - 加納しずえ
- 年忘れ必殺スペシャル・仕事人アヘン戦争へ行く 翔べ! 熱気球よ香港へ （1983年） - 入船屋お北

テレビ東京
- 水曜ミステリー9 / 信濃のコロンボ事件ファイル （2006年） - 奥野百合子

### 舞台
- ガラスの仮面 （1988年） - 姫川歌子

### 吹き替え
- スパルタカス - ジーン・シモンズ ※フジテレビ版

### プロモーションビデオ
- HEART of GOLD（EXILE）

### 教養番組
- 午後は○○おもいッきりテレビ

## ディスコグラフィ

### シングル
1. 丘の上から
2. 小鳥とあんみつ（1961年1月5日臨発、コロムビア、SA-515）
  - 作詞：関沢新一 / 作曲：浜口庫之助
  - 松竹映画「あんみつ姫の武者修業」主題歌

（c/w 夕やけ雲よなぜ赤い）
3. 軽井沢物語（1963年、ビクター、VS-1110）
  - 作詞：山上路夫 / 作曲：吉田正 / 編曲：吉田正

（c/w 雨をあなたに）
4. めざめ（1965年5月、ビクター、SV-198）
（c/w さぼてんの唄）
5. 愛を謳おう（1965年5月、ビクター、SV-218）
  - 作詞：岩谷時子 / 作曲：いずみたく / 編曲：いずみたく

（c/w ふたり）
6. 素敵な明日（1965年、ビクター、SV-342）
  - 作詞：山上路夫 / 作曲：牧野由多可
  - 日本テレビ系ドラマ「続・風と樹と空と」主題歌

（c/w 青春の素顔）
7. ともだち（1966年、ビクター、SV-394）
  - 作詞：岩谷時子 / 作曲：いずみたく / 編曲：いずみたく
  - TBS系ドラマ「ともだち」主題歌

（c/w 涙はあとで）
8. 春うらら（1967年）
  - 作詞：星野哲郎 / 作曲：池田正義
9. 黒いらんたん（1976年10月、キング、GK-44）
  - 作詞：杉紀彦 / 作曲：加藤和彦 / 編曲：石川鷹彦

（c/w らしゃめん）

### オリジナル・アルバム
1. Ipy Girl Ipy～愛の世界（1971年、MCA、JMC-5018）
2. らしゃめん（1976年、キング、SKA-152）

## 書籍

### 紀行書
- 鰐淵晴子『晴子の世界一周空の旅』集英社、1960年。

### 写真集
- タッド若松『Ipy Girl Ipy / イッピー・ガール・イッピー』平凡社、1970年。
- タッド若松『FIRST & LAST: 鰐淵晴子RE写真集』竹書房、1998年4月22日。ISBN 978-4-8124-0389-1。